# Scorpiorighting
Scorpiorighting es el tercer y último álbum de estudio de la banda neozelandésa Garageland, lanzado en 2002 por Flying Nun Records.

## Lista de canciones
1. "Life Is So Sweet"
2. "Get Some"
3. "Been Around"
4. "Crazy"
5. "Superstars"
6. "Carry Me South"
7. "High Way"
8. "Gone"
9. "Rock And Roll Heart"
10. "Believe In You"
11. "Who the Hell Do You Think You Are?"
12. "Shine"